# Atitlándopping

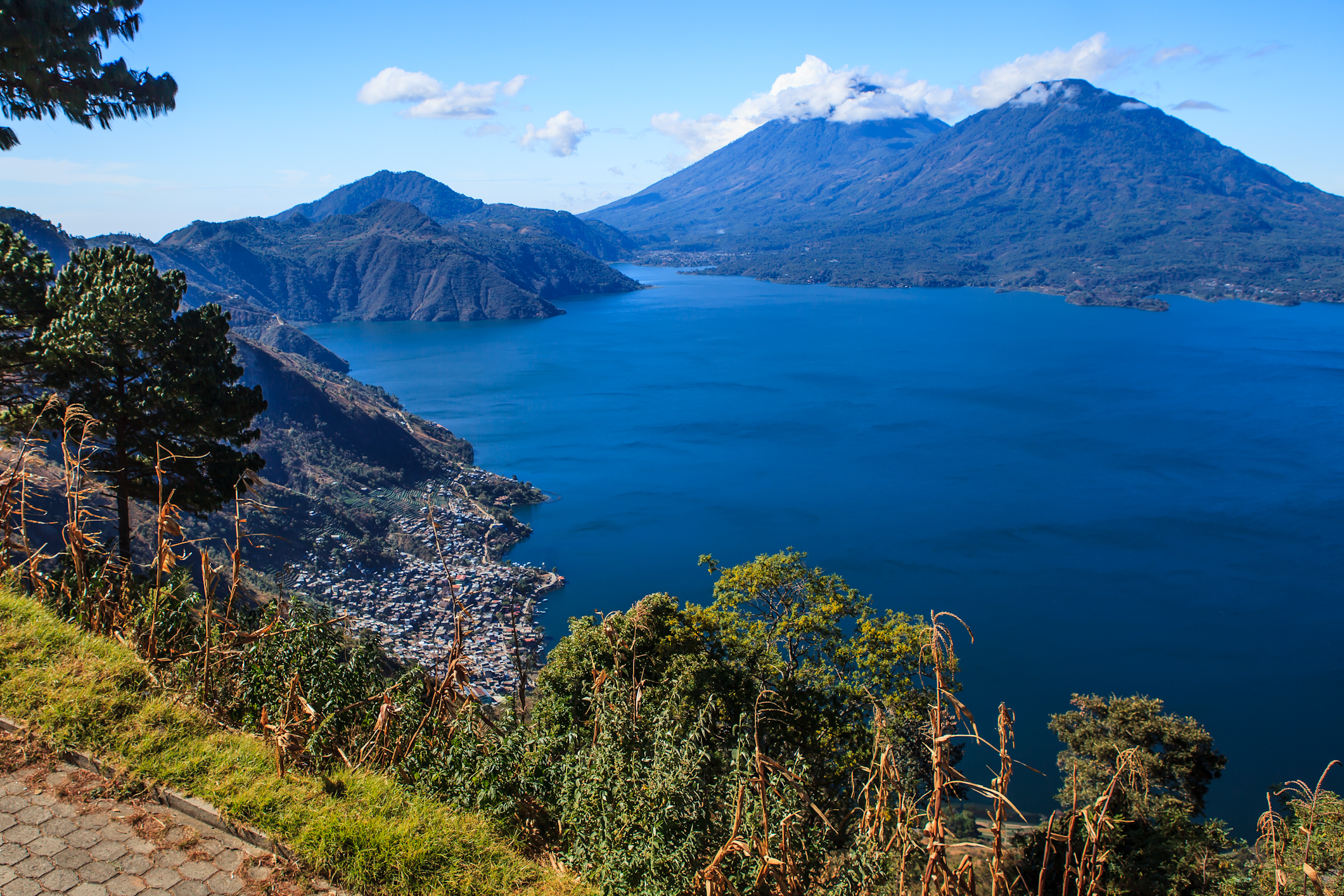
Arten förekom endast i Atitlánsjön i Guatemala.

Atitlándopping (Podilymbus gigas) är en utdöd fågelart som saknade flygförmåga. Den förekom tidigare enbart i Atitlánsjön i Guatemala, med ett högsta uppskattat bestånd på cirka 400 individer 1929. Mellan 1960 och 1965 minskade den drastiskt i antal från 300 till 80 individer, men ökade igen till som mest 232 1975. Därefter kraschade populationen återigen ner till 30 individer 1983 och var försvunnen helt senast 1986. Inledningsvis minskade den i antal till följd av konkurrens av och predation från den införda fiskarten Micropterus salmoides. Ökad exploatering i form av skördande av vass och exploatering för turismändamål förvärrade artens tillstånd. Under politiska oroligheter 1982 mördades även nationalparkens viltvårdare och efter en jordbävning 1976 minskade också vattenmängden i sjön. Störningar från ökande båttrafik och individer som fastnat i fiskenät tros också ha bidragit.